# Hakeem Araba
Hakeem Ayodeji Ayodele Craig Araba (Waltham Forest, 12 febbraio 1991) è un ex calciatore inglese, di ruolo attaccante.

## Caratteristiche tecniche
È un centravanti di grande potenza, vista la sua mole massiccia. È abile nel gioco aereo.

## Carriera
La prima parte della sua carriera si è sviluppata nella cosiddetta "non-league" inglese, militando in campionati minori come quello di quinta serie.
Nel 2013-2014 è andato all'estero, nel campionato di Cipro, ingaggiato dall'AEK Kouklion neopromosso in A' Katīgoria. Ha segnato 7 gol, che non sono stati sufficienti ad evitare la retrocessione della squadra.
Dopo una brevissima parentesi all'Ermis Aradippou (12 minuti ad agosto nel preliminare di Europa League contro lo Young Boys), Araba è approdato al Panthrakikos nella massima serie greca, ma in 7 presenze non è mai riuscito a segnare.
Nel 2015 si è trasferito in Svezia al Falkenberg, realizzando 8 gol che hanno contribuito alla salvezza del club in Allsvenskan. Di queste reti, 6 sono state segnate tra la 5ª e la 10ª giornata, una per ogni partita. A settembre, la dirigenza ha comunicato di aver esercitato l'opzione per estendere di un anno il contratto dell'attaccante anglo-nigeriano. La stagione 2016 tuttavia si è rivelata infausta: la squadra infatti è retrocessa in anticipo (10 punti in totale), mentre Araba ha chiuso l'annata con una sola rete all'attivo, partendo spesso dalla panchina.
Nel novembre del 2015 ha svolto un provino con i finlandesi dell'IFK Mariehamn, ma nel successivo mese di febbraio si è accordato con il Næstved, formazione che al momento del suo arrivo occupava il penultimo posto nella seconda serie danese.
In estate, una volta scaduto il contratto con i danesi, è ritornato nel calcio svedese firmando con l'Örgryte, squadra militante nella seconda serie nazionale. Nelle 14 partite giocate nella Superettan 2017, Araba ha realizzato complessivamente un gol. Il quartultimo posto in classifica ha costretto l'Örgryte a disputare un doppio spareggio salvezza contro il Mjällby, piazzatosi secondo in Division 1 Södra: la sfida di ritorno è stata decisa ai supplementari, al 119' minuto, proprio da un colpo di testa di Araba.
Nel febbraio del 2018 si è unito ai finlandesi del PS Kemi, con un contratto annuale che includeva un'opzione per la stagione 2019. Quest'opzione però non è stata esercitata dato che le strade del club e del giocatore si sono separate già nel successivo mese di giugno, con una risoluzione contrattuale.
La sua successiva squadra è stata il Coblenza in Oberliga, la quinta divisione del calcio tedesco, dove è approdato nel gennaio 2019, rimanendo fino all'estate. Nel 2019-2020 ha vestito la maglia dell'Akritas Chlorakas nella B' Katīgoria, la seconda serie cipriota. Nel settembre del 2020 è tornato a giocare in Svezia con l'ingaggio da parte del Qviding, squadra di terza serie che era in lotta per non retrocedere. Con le sue 5 reti in 12 presenze ha contribuito al raggiungimento della salvezza e ha ottenuto il rinnovo per un anno, durante il quale ha segnato 2 gol in 20 partite.
Nell'aprile 2023, dopo essere rimasto senza squadra per qualche mese ed avere nel frattempo iniziato a lavorare come assistente nello staff tecnico delle giovanili dell'IFK Göteborg, Araba ha comunicato sui social network il proprio ritiro dal calcio giocato. Nel gennaio 2025 è diventato il nuovo preparatore atletico dello stesso IFK Göteborg.